# Menendo González
Menendo González (en portugués : Mendo Gonçalves; muerto en 1008) fue "conde (comes), igualmente llamado duque (dux)". Hijo del conde Gonzalo Menéndez y de la condesa Ilduara Peláez, sucedió a su padre en el gobierno del Condado Portucalense.

## Biografía
Aparece por primera vez en la documentación medieval en 981 confirmando unas donaciones al Monasterio de Lorvão, y con el título de conde aparece por primera vez en 999. Gobernó varios territorios, incluyendo el de Braga y la región de Maia en Portucale que su padre, el conde Gonzalo Menéndez había gobernado anteriormente. Presente asiduamente en la corte de Bermudo II de León, confirma algunos de los principales actos jurídicos del monarca, como la donación del rey a Sabarico, obispo de León, en 991. Mendo Gonçalves tendría aún se responsabilizado por la educación del hijo de Bermudo II de León, Afonso, el futuro rey Afonso V de 999 hasta su muerte y fue uno de los regentes durante la minoría de edad del infante. Los estados del conde fueron atacados en 1002 por el Abd al-Malik, hijo del Almanzor pero un año después, en 1003, hizo la paz entre León y el joven emir.
Según Luiz de Mello Vaz de São Payo, Menendo falleció en un ataque vikingo a Galicia; para el historiador José Mattoso, citado por Oliveira Marques, Menendo González fue asesinado, según diversas conjeturas, por infanzones rivales de los condes o duques portucalenses, surgidos a finales del siglo IX y desprovistos de títulos nobiliarios.

## Relaciones familiares

### Ascendencia
Fue hijo de Gonzalo Menéndez, conde y dux magnus de Portucale, y de Ilduara Peláez, hija de Pelayo González, conde de Deza, y de Ermesinda Gutiérrez, hija del conde Gutierre Menéndez y de Ilduara Ériz.

### Matrimonio y descendencia
Casó con Tutadona Moniz, o Tuta, también Toda (muerta en 1025), hija de Munio Froilaz y de Elvira Peláez. De esta boda nacieron los siguientes hijos:
- Gonzalo Menéndez;[3][6]
- Ramiro Menéndez, alférez real a partir de 1015, esposo de Toda Velaz;[3][7]
- Egas Menéndez[8][9]
- Munio Menéndez[8][9]
- Elvira Menéndez,[8][9]reina consorte de León, casada en 1014 con Alfonso V de León,
- Rodrigo Menéndez,[8] ancestro de Bermudo Pérez de Traba.
- Ilduara Menéndez, esposa de Nuño Alóitez, conde de Portucale, fallecido en 1028[10][3][11]
- Aldonza Menéndez[3][11]
- Pelayo Menéndez, armiger regis entre 1012-1014.[3]